# Ramiro Arrú
Ramiro Arrú (Metán, Salta, Argentina; 25 de abril de 1989) es un futbolista argentino. Juega de delantero y no tiene equipo.

## Trayectoria
El 26 de mayo de 2011 sale junto a 9 jugadores del Deportivo Pereira.

## Clubes
| Club              | País     | Año  |
| ----------------- | -------- | ---- |
| Deportivo Pereira | Colombia | 2011 |